# 竪代官町
竪代官町（たてだいかんちょう）は、愛知県名古屋市東区の地名。

## 歴史

### 町名の由来
従来代官町と称していたものが、横代官町の成立により、区別のため竪代官町と呼ばれるようになったものという。代官町は代官役の住居があったことによる。

### 沿革
- 1878年（明治11年）12月20日 - 名古屋区竪代官町となる[3]。
- 1889年（明治22年）10月1日 - 名古屋市成立により、同市竪代官町となる[3]。
- 1908年（明治41年）4月1日 - 東区編入により、同区竪代官町となる[3]。
- 1941年（昭和16年）12月10日 - 一部が東区水筒先町に編入される[4]。
- 1981年（昭和56年）9月13日 - 東区筒井一丁目・筒井二丁目・代官町にそれぞれ編入され消滅[3]。